# Gran Premio motociclistico d'Argentina 2025
Il Gran Premio motociclistico d'Argentina 2025 è stata la seconda prova della stagione 2025 del Motomondiale. Le gare si sono corse domenica 16 marzo 2025 all'Autodromo di Termas de Río Hondo e le vittorie nelle quattro classi sono andate a: Marc Márquez sia nella Sprint e che nella gara della MotoGP, Jake Dixon in Moto2 e Ángel Piqueras in Moto3.

## Vigilia
Il Gran Premio rappresenta il secondo appuntamento della stagione, a distanza di due settimane dal Gran Premio di Thailandia, gara d'apertura del campionato. Si tratta dell'unica gara presente nel calendario a svolgersi in America del Sud. Nella passata stagione, il Gran Premio d'Argentina fu calendarizzato regolarmente ma venne successivamente cancellato a causa dei problemi economici che affliggono lo Stato ed i pesanti tagli sui fondi di vari temi, tra cui anche lo sport, posti dal nuovo presidente Javier Milei. Sponsor del Gran Premio, per la prima volta, è la compagnia energetica argentina specializzata nello sfruttamento, nell'esplorazione, nella lavorazione e nella distribuzione del petrolio e dei suoi derivati: YPF Energía.
Il Gran Premio, arrivato alla sua diciannovesima edizione, si svolse la prima volta nel 1961 presso il Circuito di Buenos Aires, rappresentando il primo appuntamento nella storia del Motomondiale a disputarsi al di fuori dell'Europa. Venne poi disputato sporadicamente nel trentennio seguente, sempre sul circuito della capitale. Fece il suo ritorno in calendario nel 2014 presso l'Autodromo di Termas de Río Hondo, completamente riprogettato e ricostruito da parte del progettista italiano Jarno Zaffelli. Le edizioni 2020 e 2021 sono state cancellate a causa della pandemia di COVID-19.
Il pilota spagnolo della Ducati, Marc Márquez, insieme al neozelandese Hugh Anderson ed l'australiano Michael Doohan sono i più vincenti nel Gran Premio d'Argentina, con tre affermazioni a testa. Márquez detiene anche il maggior numero di pole position nella storia dell'evento, essendo partito dalla prima casella in ben cinque occasioni. L'evento fu sede di molte prime vittorie nella classe regina (tra 500 e MotoGP) come nei casi di Jorge Kissling, nella prima edizione del 1961, Benedicto Caldarella nel 1962, Aleix Espargaró nel 2022 conquistando anche la prima vittoria nella storia dell'Aprilia ed infine Marco Bezzecchi nel 2023, nonché vincitore dell'ultima edizione disputata.
Dopo non aver preso parte al primo appuntamento in Thailandia, il Campione del Mondo in carica della MotoGP Jorge Martín non prende parte nemmeno a questo evento a causa di un infortunio occorso durante una sessione di allenamento che comportò una frattura complessa del radio, di alcune ossa carpali e una frattura calcaneare omolaterale. Al suo posto, Aprilia Racing schiera nuovamente il collaudatore Lorenzo Savadori, già sceso in pista nel primo appuntamento stagionale. Nella Moto2, ancora fermo ai box Sergio García che non riceve il via libera dei medici, venendo sostituito da Óscar Gutiérrez. Lo spagnolo del team QJMotor - Frinsa - MSi era già stato costretto a saltare la prima gara per via di un'operazione al quarto metacarpo della mano destra al seguito di una frattura avvenuta nell'ultima giornata di test. In Moto3, ancora in pista l'austriaco Jakob Rosenthaler con Aspar Team in sostituzione di Máximo Quiles, non ancora diciassettenne. In casa CIP Green Power, viene confermato lo spagnolo Adrián Cruces che sostituisce l'elvetico Noah Dettwiler, infortunatosi nei test pre-stagionali di Jerez. Infine, Joel Esteban sostituisce Jacob Roulstone nel team Red Bull KTM Tech3 in virtù dell'infortunio dell'australiano mentre si allenava a Jerez, riportando la frattura della vertebra C3 del collo.

## MotoGP

### Prove
Il fine settimana di gara parte come si era concluso lo scorso: con Marc Márquez che segna il miglior tempo della sessione di soli 26 millesimi davanti alla LCR Honda di Johann Zarco e di 271 millesimi davanti al fratello Álex Márquez. Lo spagnolo del team Ducati si conferma il più veloce anche nelle Pre-qualifiche, dove batte anche il suo precedente record della pista risalente al 2014, mentre a 135 millesimi di distanza si trova Fabio Di Giannantonio, ancora non al cento per cento dopo l'operazione. Dentro in Q2 anche Marco Bezzecchi che chiude quarto e Francesco Bagnaia in decima posizione, conquistando l'ultimo posto disponibile. Nella seconda sessione di prove libere del sabato mattina, è invece Álex Márquez che chiude in prima posizione davanti al fratello di 87 millesimi, e di 170 millesimi davanti Zarco, che conferma il suo ottimo stato di forma.

### Qualifiche
Nella prima fase delle qualifiche, passano il taglio Franco Morbidelli davanti a Joan Mir, mentre chiude sedicesimo Luca Marini. Partono invece penultimo ed ultimo Enea Bastianini e Lorenzo Savadori. Nella seconda fase è Marc Márquez a prendersi la prima seconda Pole position consecutiva e stagionale seguito nuovamente dal fratello Álex a 246 millesimi e da Johann Zarco che, a 288 millesimi di distanza, riesce a portare la sua RC213V in prima fila. Quarta posizione per Francesco Bagnaia seguito a soli sei millesimi da Pedro Acosta, a sua volta davanti di 12 millesimi a Fabio Di Giannantonio. Ottima settima posizione per Fabio Quartararo davanti all'ex compagno di squadra Franco Morbidelli e a Marco Bezzecchi. Di seguito i risultati delle qualifiche:
| Pos. | Nº | Pilota                | Squadra                      | Tempo     | Tempo    |
| Pos. | Nº | Pilota                | Squadra                      | Q1        | Q2       |
| ---- | -- | --------------------- | ---------------------------- | --------- | -------- |
| 1    | 93 | Marc Márquez          | Ducati Lenovo Team           | Già in Q2 | 1'36.917 |
| 2    | 73 | Álex Márquez          | BK8 Gresini Racing           | Già in Q2 | 1'37.163 |
| 3    | 5  | Johann Zarco          | Castrol Honda LCR            | Già in Q2 | 1'37.205 |
| 4    | 63 | Francesco Bagnaia     | Ducati Lenovo Team           | Già in Q2 | 1'37.268 |
| 5    | 37 | Pedro Acosta          | Red Bull KTM Factory Racing  | Già in Q2 | 1'37.274 |
| 6    | 49 | Fabio Di Giannantonio | Pertamina Enduro VR46 Racing | Già in Q2 | 1'37.286 |
| 7    | 20 | Fabio Quartararo      | Monster Energy Yamaha        | Già in Q2 | 1'37.347 |
| 8    | 21 | Franco Morbidelli     | Pertamina Enduro VR46 Racing | 1'37.312  | 1'37.382 |
| 9    | 72 | Marco Bezzecchi       | Aprilia Racing               | Già in Q2 | 1'37.414 |
| 10   | 36 | Joan Mir              | Honda HRC Castrol            | 1'37.526  | 1'37.596 |
| 11   | 33 | Brad Binder           | Red Bull KTM Factory Racing  | Già in Q2 | 1'37.702 |
| 12   | 42 | Álex Rins             | Monster Energy Yamaha        | Già in Q2 | 1'37.749 |
| 13   | 43 | Jack Miller           | Prima Pramac Racing Yamaha   | 1'37.604  | N.D.     |
| 14   | 54 | Fermín Aldeguer       | BK8 Gresini Racing           | 1'37.717  | N.D.     |
| 15   | 79 | Ai Ogura              | Trackhouse Racing            | 1'37.746  | N.D.     |
| 16   | 10 | Luca Marini           | Honda HRC Castrol            | 1'37.983  | N.D.     |
| 17   | 88 | Miguel Oliveira       | Prima Pramac Racing Yamaha   | 1'38.055  | N.D.     |
| 18   | 25 | Raúl Fernández        | Trackhouse Racing            | 1'38.157  | N.D.     |
| 19   | 35 | Somkiat Chantra       | Idemitsu Honda LCR           | 1'38.168  | N.D.     |
| 20   | 12 | Maverick Viñales      | Red Bull KTM Tech3           | 1'38.246  | N.D.     |
| 21   | 23 | Enea Bastianini       | Red Bull KTM Tech3           | 1'38.328  | N.D.     |
| 22   | 32 | Lorenzo Savadori      | Aprilia Racing               | 1'39.244  | N.D.     |

### Sprint
Marc Márquez vince la sua seconda gara Sprint consecutiva, nuovamente davanti al fratello Álex Márquez e a Francesco Bagnaia, ripetendo il podio dell'ultima Sprint. Ottima quarta posizione per Johann Zarco che conferma il suo stato di forma in questo fine settimana. Quinta posizione per Fabio Di Giannantonio davanti al connazionale Marco Bezzecchi ed al compagno di squadra Franco Morbidelli. Di nuovo in zona punti nella gara del sabato, in ottava posizione, si trova Joan Mir seguito da Pedro Acosta che raccoglie l'ultimo punto disponibile. Di seguito i risultati della gara Sprint:

#### Arrivati al traguardo
| Pos | Nº | Pilota                | Squadra                      | Motocicletta       | Giri | Tempo     | Griglia | Punti |
| --- | -- | --------------------- | ---------------------------- | ------------------ | ---- | --------- | ------- | ----- |
| 1°  | 93 | Marc Márquez          | Ducati Lenovo Team           | Ducati Desmosedici | 12   | 19'37"231 | 1º      | 12    |
| 2°  | 73 | Álex Márquez          | BK8 Gresini Racing           | Ducati Desmosedici | 12   | +0.903    | 2º      | 9     |
| 3°  | 63 | Francesco Bagnaia     | Ducati Lenovo Team           | Ducati Desmosedici | 12   | +3.859    | 4º      | 7     |
| 4°  | 5  | Johann Zarco          | Castrol Honda LCR            | Honda RC213V       | 12   | +5.026    | 3º      | 6     |
| 5°  | 49 | Fabio Di Giannantonio | Pertamina Enduro VR46 Racing | Ducati Desmosedici | 12   | +6.451    | 6º      | 5     |
| 6°  | 72 | Marco Bezzecchi       | Aprilia Racing               | Aprilia RS-GP      | 12   | +7.333    | 9º      | 4     |
| 7°  | 21 | Franco Morbidelli     | Pertamina Enduro VR46 Racing | Ducati Desmosedici | 12   | +8.368    | 8º      | 3     |
| 8°  | 36 | Joan Mir              | Honda HRC Castrol            | Honda RC213V       | 12   | +10.858   | 10º     | 2     |
| 9°  | 37 | Pedro Acosta          | Red Bull KTM Factory Racing  | KTM RC16           | 12   | +11.229   | 5º      | 1     |
| 10° | 20 | Fabio Quartararo      | Monster Energy Yamaha        | Yamaha YZR-M1      | 12   | +12.356   | 7º      |       |
| 11° | 43 | Jack Miller           | Prima Pramac Racing Yamaha   | Yamaha YZR-M1      | 12   | +15.201   | 13º     |       |
| 12° | 42 | Álex Rins             | Monster Energy Yamaha        | Yamaha YZR-M1      | 12   | +15.298   | 12º     |       |
| 13° | 10 | Luca Marini           | Honda HRC Castrol            | Honda RC213V       | 12   | +16.653   | 16º     |       |
| 14° | 23 | Enea Bastianini       | Red Bull KTM Tech3           | KTM RC16           | 12   | +18.442   | 21º     |       |
| 15° | 79 | Ai Ogura              | Trackhouse Racing            | Aprilia RS-GP      | 12   | +18.618   | 15º     |       |
| 16° | 25 | Raúl Fernández        | Trackhouse Racing            | Aprilia RS-GP      | 12   | +19.560   | 18º     |       |
| 17° | 35 | Somkiat Chantra       | Idemitsu Honda LCR           | Honda RC213V       | 12   | +20.925   | 19º     |       |
| 18° | 12 | Maverick Viñales      | Red Bull KTM Tech3           | KTM RC16           | 12   | +21.287   | 20º     |       |
| 19° | 54 | Fermín Aldeguer       | BK8 Gresini Racing           | Ducati Desmosedici | 12   | +45.325   | 14º     |       |

#### Ritirati
| Nº | Pilota           | Squadra                     | Motocicletta  | Giri | Griglia |
| -- | ---------------- | --------------------------- | ------------- | ---- | ------- |
| 32 | Lorenzo Savadori | Aprilia Racing              | Aprilia RS-GP | 6    | 22º     |
| 88 | Miguel Oliveira  | Prima Pramac Racing Yamaha  | Yamaha YZR-M1 | 4    | 17º     |
| 33 | Brad Binder      | Red Bull KTM Factory Racing | KTM RC16      | 0    | 11º     |

### Gara
A causa della caduta occorsa durante la gara Sprint dopo l'incidente con Fermín Aldeguer, Miguel Oliveira non prende parte alla gara; anche Lorenzo Savadori non prende il via del Gran Premio a causa di problemi alla spalla.
Allo spegnimento dei semafori, Marc Márquez tiene la testa seguito da Álex Márquez e Francesco Bagnaia, mentre alla prima curva Marco Bezzecchi arriva lungo senza riuscire a fermarsi e cade scontrandosi con Fabio Quartararo, il quale riesce comunque a continuare la gara. Nel corso del terzo giro, Franco Morbidelli supera prima Johann Zarco e nel giro seguente anche Bagnaia, salendo in terza posizione. Álex si tiene sempre vicino al fratello e sfrutta un suo errore a metà gara per portarsi in prima posizione. Al ventunesimo giro, arriva il controsorpasso di Marc che allunga subito sul fratello, mentre dietro Morbidelli consolida la sua posizione davanti a Bagnaia seguito dalla battaglia per la quinta posizione tra Fabio Di Giannantonio e Zarco, con l'italiano che ha la meglio sorpassandolo. 
Marc Márquez vince in solitaria il suo secondo Gran Premio consecutivo, conquistando la sua novantesima vittoria, eguagliando Ángel Nieto, e portandosi a punteggio pieno dopo due appuntamenti. Ancora in seconda posizione chiude Álex Márquez; in terza posizione chiude Morbidelli che torna così a podio dopo quasi quattro anni dal Gran Premio di Spagna 2021. Quarta posizione per Bagnaia seguito da Di Giannantonio che chiude quinto davanti a Zarco. Settima posizione per Brad Binder, mentre chiude ottavo al traguardo Ai Ogura che viene però squalificato al termine della gara a causa di una versione di software non omologata; con Pedro Acosta che sale ottavo. Nona e decima posizione per le Honda di Joan Mir e Luca Marini. Undicesima posizione per Álex Rins seguito da Maverick Viñales e Jack Miller. Chiudono la zona punti Quartararo e Raúl Fernández. Di seguito i risultati della gara:

#### Arrivati al traguardo
| Pos | Nº | Pilota                | Squadra                      | Motocicletta       | Giri | Tempo     | Griglia | Punti |
| --- | -- | --------------------- | ---------------------------- | ------------------ | ---- | --------- | ------- | ----- |
| 1°  | 93 | Marc Márquez          | Ducati Lenovo Team           | Ducati Desmosedici | 25   | 41'11"160 | 1º      | 25    |
| 2°  | 73 | Álex Márquez          | BK8 Gresini Racing           | Ducati Desmosedici | 25   | +1.362    | 2º      | 20    |
| 3°  | 21 | Franco Morbidelli     | Pertamina Enduro VR46 Racing | Ducati Desmosedici | 25   | +4.695    | 8º      | 16    |
| 4°  | 63 | Francesco Bagnaia     | Ducati Lenovo Team           | Ducati Desmosedici | 25   | +5.536    | 4º      | 13    |
| 5°  | 49 | Fabio Di Giannantonio | Pertamina Enduro VR46 Racing | Ducati Desmosedici | 25   | +7.138    | 6º      | 11    |
| 6°  | 5  | Johann Zarco          | Castrol Honda LCR            | Honda RC213V       | 25   | +7.487    | 3º      | 10    |
| 7°  | 33 | Brad Binder           | Red Bull KTM Factory Racing  | KTM RC16           | 25   | +14.294   | 11º     | 9     |
| 8°  | 37 | Pedro Acosta          | Red Bull KTM Factory Racing  | KTM RC16           | 25   | +15.646   | 5º      | 8     |
| 9°  | 36 | Joan Mir              | Honda HRC Castrol            | Honda RC213V       | 25   | +15.787   | 10º     | 7     |
| 10° | 10 | Luca Marini           | Honda HRC Castrol            | Honda RC213V       | 25   | +16.025   | 16º     | 6     |
| 11° | 42 | Álex Rins             | Monster Energy Yamaha        | Yamaha YZR-M1      | 25   | +21.663   | 12º     | 5     |
| 12° | 12 | Maverick Viñales      | Red Bull KTM Tech3           | KTM RC16           | 25   | +22.319   | 19º     | 4     |
| 13° | 43 | Jack Miller           | Prima Pramac Racing Yamaha   | Yamaha YZR-M1      | 25   | +23.486   | 13º     | 3     |
| 14° | 20 | Fabio Quartararo      | Monster Energy Yamaha        | Yamaha YZR-M1      | 25   | +25.148   | 7º      | 2     |
| 15° | 25 | Raúl Fernández        | Trackhouse Racing            | Aprilia RS-GP      | 25   | +26.914   | 17º     | 1     |
| 16° | 54 | Fermín Aldeguer       | BK8 Gresini Racing           | Ducati Desmosedici | 25   | +27.661   | 14º     |       |
| 17° | 23 | Enea Bastianini       | Red Bull KTM Tech3           | KTM RC16           | 25   | +40.179   | 20º     |       |
| 18° | 35 | Somkiat Chantra       | Idemitsu Honda LCR           | Honda RC213V       | 25   | +41.693   | 18º     |       |

#### Ritirati
| Nº | Pilota          | Squadra        | Motocicletta  | Giri | Griglia |
| -- | --------------- | -------------- | ------------- | ---- | ------- |
| 72 | Marco Bezzecchi | Aprilia Racing | Aprilia RS-GP | 22   | 7º      |

#### Squalificati
| Nº | Pilota   | Squadra           | Motocicletta  | Griglia |
| -- | -------- | ----------------- | ------------- | ------- |
| 79 | Ai Ogura | Trackhouse Racing | Aprilia RS-GP | 15º     |

## Moto2

### Prove
Anche nella classe di mezzo, Manuel González, come nella gara precedente, conclude in testa nella prima sessione di prove libere del venerdì mattina, precedendo di 89 millesimi Tony Arbolino e di 298 Jake Dixon. Nella sessione di pre-qualifiche, lo spagnolo si conferma il più veloce segnando il nuovo record della pista per la categoria, chiudendo davanti ad Alonso López di 160 millesimi e Jake Dixon di 175 millesimi, mentre Arbolino si qualifica in Q2 grazie al settimo tempo della sessione. Il britannico del team Elf Marc VDS Racing segna il miglior tempo nella seconda ed ultima sessione di prove libere davanti alla coppia di piloti di Fantic Racing composta da Barry Baltus ed Arón Canet.

### Qualifiche
Dalla Q1 passano nell'ordine: Celestino Vietti, Álex Escrig, Filip Salač e Diogo Moreira. Nel Q2 la Pole position va di nuovo a Manuel González, per la seconda volta consecutiva. Segue a 200 millesimi di distanza Jake Dixon che si mette davanti a Marcos Ramírez di soli 26 millesimi, completando la prima fila. Inaspettata quarta posizione per Escrig, partito dal Q1, che riesce a mettere la Forward F2 in quarta posizione davanti a Moreira, mentre Vietti è nono con Arbolino che chiude in dodicesima posizione; ecco i risultati dei primi cinque classificati:
| Pos | Nº | Pilota          | Team                          | Tempo    |
| --- | -- | --------------- | ----------------------------- | -------- |
| 1   | 18 | Manuel González | Liqui Moly Dynavolt Intact GP | 1'40.870 |
| 2   | 96 | Jake Dixon      | Elf Marc VDS Racing           | 1'41.070 |
| 3   | 24 | Marcos Ramírez  | OnlyFans American Racing Team | 1'41.096 |
| 4   | 11 | Álex Escrig     | Klint Forward Factory Team    | 1'41.114 |
| 5   | 10 | Diogo Moreira   | Italtrans Racing              | 1'41.156 |

### Gara
La gara ha un solo padrone e porta il nome di Jake Dixon che vince in solitaria la sua quinta gara nel Motomondiale, seguito a 3 secondi di distanza da Manuel González, mentre negli ultimi giri si infiamma la lotta per il gradino più basso del podio con Celestino Vietti che riesce ad avere la meglio su Arón Canet e Marcos Ramírez. Ottima sesta posizione e primi punti con il team Gresini Racing per Darryn Binder, seguito da Escrig che si conferma in gara:  porta i primi punti alla Forward chiudendo in settima posizione. Ottava posizione per Alonso López seguito dai connazionali Daniel Holgado, di nuovo tra i primi dieci, ed Albert Arenas. Undicesima posizione per Tony Arbolino davanti al belga Barry Baltus e all'australiano Senna Agius, mentre chiudono la zona punti Deniz Öncü ed Izan Guevara. Di seguito i risultati della gara:

#### Arrivati al traguardo
| Pos | Nº | Pilota                  | Squadra                       | Motocicletta | Giri | Tempo     | Griglia | Punti |
| --- | -- | ----------------------- | ----------------------------- | ------------ | ---- | --------- | ------- | ----- |
| 1°  | 96 | Jake Dixon              | Elf Marc VDS Racing           | B-25         | 21   | 35'47"793 | 2º      | 25    |
| 2°  | 18 | Manuel González         | Liqui Moly Dynavolt Intact GP | Kalex        | 21   | +3.525    | 1º      | 20    |
| 3°  | 13 | Celestino Vietti        | Team HDR Heidrun              | B-25         | 21   | +10.098   | 9º      | 16    |
| 4°  | 44 | Arón Canet              | Fantic Racing Lino Sonego     | Kalex        | 21   | +10.508   | 10º     | 13    |
| 5°  | 24 | Marcos Ramírez          | OnlyFans American Racing Team | Kalex        | 21   | +11.009   | 3º      | 11    |
| 6°  | 15 | Darryn Binder           | Italjet Gresini Moto2         | Kalex        | 21   | +14.409   | 8º      | 10    |
| 7°  | 11 | Álex Escrig             | Klint Forward Factory Team    | Forward      | 21   | +16.673   | 4º      | 9     |
| 8°  | 21 | Alonso López            | Team HDR Heidrun              | B-25         | 21   | +17.373   | 7º      | 8     |
| 9°  | 27 | Daniel Holgado          | CFMoto Inde Aspar Team        | Kalex        | 21   | +19.035   | 14º     | 7     |
| 10° | 75 | Albert Arenas           | Italjet Gresini Moto2         | Kalex        | 21   | +19.366   | 18º     | 6     |
| 11° | 14 | Tony Arbolino           | BLU CRU Pramac Yamaha Moto2   | B-25         | 21   | +20.584   | 12º     | 5     |
| 12° | 7  | Barry Baltus            | Fantic Racing Lino Sonego     | Kalex        | 21   | +21.435   | 15º     | 4     |
| 13° | 81 | Senna Agius             | Liqui Moly Dynavolt Intact GP | Kalex        | 21   | +22.446   | 22º     | 3     |
| 14° | 53 | Deniz Öncü              | Red Bull KTM Ajo              | Kalex        | 21   | +23.216   | 19º     | 2     |
| 15° | 28 | Izan Guevara            | BLU CRU Pramac Yamaha Moto2   | B-25         | 21   | +23.302   | 23º     | 1     |
| 16° | 16 | Joe Roberts             | OnlyFans American Racing Team | Kalex        | 21   | +25.784   | 16º     |       |
| 17° | 84 | Zonta van den Goorbergh | RW-Idrofoglia Racing GP       | Kalex        | 21   | +25.982   | 11º     |       |
| 18° | 71 | Ayumu Sasaki            | RW-Idrofoglia Racing GP       | Kalex        | 21   | +29.225   | 21º     |       |
| 19° | 4  | Iván Ortolá             | QJ Motor - Frinsa - MSi       | B-25         | 21   | +29.320   | 24º     |       |
| 20° | 80 | David Alonso            | CFMoto Inde Aspar Team        | Kalex        | 21   | +29.518   | 20º     |       |
| 21° | 9  | Jorge Navarro           | Klint Forward Factory Team    | Forward      | 21   | +34.770   | 26º     |       |
| 22° | 66 | Óscar Gutiérrez         | QJ Motor - Frinsa - MSi       | B-25         | 21   | +43.909   | 28º     |       |
| 23° | 92 | Yūki Kunii              | Idemitsu Honda Team Asia      | Kalex        | 21   | +44.157   | 27º     |       |
| 24° | 95 | Collin Veijer           | Red Bull KTM Ajo              | Kalex        | 21   | +50.421   | 25º     |       |

#### Ritirati
| Nº | Pilota         | Squadra                  | Motocicletta | Giri | Griglia |
| -- | -------------- | ------------------------ | ------------ | ---- | ------- |
| 64 | Mario Aji      | Idemitsu Honda Team Asia | Kalex        | 13   | 13º     |
| 12 | Filip Salač    | Elf Marc VDS Racing      | B-25         | 12   | 6º      |
| 10 | Diogo Moreira  | Italtrans Racing         | Kalex        | 11   | 5º      |
| 99 | Adrián Huertas | Italtrans Racing         | Kalex        | 0    | 17º     |

## Moto3

### Prove
La prima sessione di prove libere del venerdì mattina è caratterizzata dalla pioggia e David Muñoz segna il miglior tempo di 261 millesimi davanti ad José Antonio Rueda e a 434 millesimi da David Almansa. Quest'ultimo segna poi il miglior tempo nella sessione di pre-qualifiche del pomeriggio, dove la pista torna ad essere asciutta, con 364 millesimi di vantaggio su Álvaro Carpe e 470 millesimi su Rueda, mentre è Dennis Foggia il più veloce degli italiani ed insieme a lui si qualificano anche Stefano Nepa e la coppia di Snipers Team formata da Riccardo Rossi e Nicola Carraro. Nella seconda ed ultima sessione di prove libere, è Matteo Bertelle il pilota più veloce facendo segnare il record del tracciato in 1'46"303, seguito a 741 millesimi di distanza da Muñoz e a 770 millesimi da Nepa.

### Qualifiche
In Q1 si qualificano, nell'ordine, per la fase successiva: Matteo Bertelle, Marcos Uriarte, Taiyō Furusato ed Adrián Cruces. In Q2, è ancora Bertelle che batte nuovamente il record della pista, segnato alla mattina, chiudendo il suo miglior giro in 1'46"034, riuscendo così a conquistare la sua seconda Pole position in carriera, nonché consecutiva. In prima fila insieme a lui si trovano i piloti di Frinsa - MT Helmets - MSi con Ángel Piqueras distante di 232 millesimi dall'italiano e seguito a 64 millesimi da Ryūsei Yamanaka. Settima posizione per Riccardo Rossi, caduto nel finale, mentre è undicesimo Dennis Foggia con Stefano Nepa quindicesimo e Nicola Carraro diciassettesimo. Ventiduesima posizione per Luca Lunetta che partirà affiancato da Guidi Pini, che lo segue in ventitreesima; ecco i risultati dei primi cinque classificati:
| Pos | Nº | Pilota          | Team                      | Tempo    |
| --- | -- | --------------- | ------------------------- | -------- |
| 1   | 18 | Matteo Bertelle | LevelUp - MTA             | 1'46.034 |
| 2   | 82 | Ángel Piqueras  | Frinsa - MT Helmets - MSi | 1'46.266 |
| 3   | 6  | Ryūsei Yamanaka | Frinsa - MT Helmets - MSi | 1'46.330 |
| 4   | 22 | David Almansa   | Leopard Racing            | 1'46.343 |
| 5   | 83 | Álvaro Carpe    | Red Bull KTM Ajo          | 1'46.645 |

### Gara
Joel Kelso deve scontare due long lap penalty a causa dell'incidente avvenuto con Ángel Piqueras in Thailandia, mentre David Muñoz parte dalla pit lane. Gara di gruppo e combattuta fino all'ultimo giro in Moto3, che vede Ángel Piqueras andare a tagliare il traguardo in prima posizione, portandosi a casa la seconda vittoria in carriera: sorpassa Adrián Fernández che chiude secondo, mentre José Antonio Rueda terzo, chiude il podio. Quarta posizione per Matteo Bertelle, dopo essere stato in testa per gran parte della gara e fino a poche curve dal termine, grazie anche alla penalizzazione di una posizione di Taiyō Furusato. Staccati ad un secondo troviamo David Almansa che chiude in sesta posizione, Luca Lunetta settimo e Joel Kelso ottavo. Nona posizione per Ryūsei Yamanaka davanti alla coppia di italiani formata da Stefano Nepa e Dennis Foggia. Dodicesima e tredicesima posizione per i piloti CIP Green Power con Scott Ogden e la wildcard Adrián Cruces di nuovo a punti. Chiudono la zona punti la coppia del team Denssi Racing - BOE con Cormac Buchanan davanti a Ruche Moodley. Di seguito i risultati della gara:

#### Arrivati al traguardo
| Pos | Nº | Pilota             | Squadra                   | Motocicletta  | Giri | Tempo     | Griglia | Punti |
| --- | -- | ------------------ | ------------------------- | ------------- | ---- | --------- | ------- | ----- |
| 1°  | 36 | Ángel Piqueras     | Frinsa - MT Helmets - MSi | KTM RC 250 GP | 18   | 32'31"938 | 2º      | 25    |
| 2°  | 31 | Adrián Fernández   | Leopard Racing            | Honda NSF250R | 18   | +0.036    | 12º     | 20    |
| 3°  | 99 | José Antonio Rueda | Red Bull KTM Ajo          | KTM RC 250 GP | 18   | +0.125    | 6º      | 16    |
| 4°  | 18 | Matteo Bertelle    | LevelUp - MTA             | KTM RC 250 GP | 18   | +0.373    | 1º      | 13    |
| 5°  | 72 | Taiyō Furusato     | Honda Team Asia           | KTM RC 250 GP | 18   | +0.236    | 14º     | 11    |
| 6°  | 72 | David Almansa      | Leopard Racing            | Honda NSF250R | 18   | +1.354    | 4º      | 10    |
| 7°  | 58 | Luca Lunetta       | SIC58 Squadra Corse       | Honda NSF250R | 18   | +1.760    | 21º     | 9     |
| 8°  | 66 | Joel Kelso         | LevelUp - MTA             | KTM RC 250 GP | 18   | +1.950    | 8º      | 8     |
| 9°  | 6  | Ryūsei Yamanaka    | Frinsa - MT Helmets - MSi | KTM RC 250 GP | 18   | +4.543    | 3º      | 7     |
| 10° | 82 | Stefano Nepa       | SIC58 Squadra Corse       | Honda NSF250R | 18   | +4.702    | 15º     | 6     |
| 11° | 71 | Dennis Foggia      | CFMoto Gaviota Aspar Team | KTM RC 250 GP | 18   | +4.990    | 11º     | 5     |
| 12° | 19 | Scott Ogden        | CIP Green Power           | KTM RC 250 GP | 18   | +5.391    | 16º     | 4     |
| 13° | 11 | Adrián Cruces      | CIP Green Power           | KTM RC 250 GP | 18   | +6.121    | 13º     | 3     |
| 14° | 14 | Cormac Buchanan    | Denssi Racing - BOE       | KTM RC 250 GP | 18   | +6.739    | 20º     | 2     |
| 15° | 21 | Ruche Moodley      | Denssi Racing - BOE       | KTM RC 250 GP | 18   | +6.875    | 19º     | 1     |
| 16° | 78 | Joel Esteban       | Red Bull KTM Tech3        | KTM RC 250 GP | 18   | +7.822    | 10º     |       |
| 17° | 8  | Eddie O'Shea       | GRYD - MLav Racing        | KTM RC 250 GP | 18   | +15.691   | 23º     |       |
| 18° | 58 | Riccardo Rossi     | Rivacold Snipers Team     | Honda NSF250R | 18   | +16.604   | 7º      |       |
| 19° | 10 | Nicola Carraro     | Rivacold Snipers Team     | Honda NSF250R | 18   | +17.065   | 17º     |       |
| 20° | 34 | Jakob Rosenthaler  | CFMoto Gaviota Aspar Team | KTM RC 250 GP | 18   | +21.940   | 24º     |       |
| 21° | 5  | Tatchakorn Buasri  | Honda Team Asia           | KTM RC 250 GP | 18   | +22.276   | 25º     |       |

#### Ritirati
| Nº | Pilota           | Squadra                       | Motocicletta  | Giri | Griglia |
| -- | ---------------- | ----------------------------- | ------------- | ---- | ------- |
| 83 | Álvaro Carpe     | Red Bull KTM Ajo              | KTM RC 250 GP | 18   | 5º      |
| 73 | Valentín Perrone | Red Bull KTM Tech3            | KTM RC 250 GP | 17   | 9º      |
| 64 | David Muñoz      | CIP Green Power               | KTM RC 250 GP | 15   | PL      |
| 89 | Marcos Uriarte   | GRYD - MLav Racing            | Honda NSF250R | 11   | 18º     |
| 94 | Guido Pini       | Liqui Moly Dynavolt Intact GP | KTM RC 250 GP | 7    | 22º     |